# 瘀點

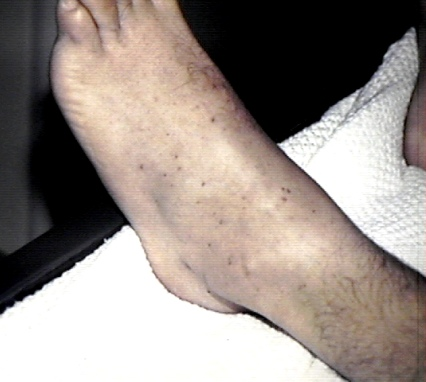
一个患上骨痛熱症的病患的腳部呈現瘀點。

瘀點（英語：petechia）是直径不超过2mm的皮肤或黏膜下血液淤积，为红色或暗红色斑，压之不褪色，也称作出血点。

## 定義
2毫米（mm）以下的紅色或紫色的血點塊。其他大小的紅色或紫色的血點塊請參見：紫癜，瘀斑

## 造成原因
造成瘀點的最基本原因是当皮肤下黏膜下微血管爆裂时，血流出来，而呈现的小血块形状。
- 过分用力咳嗽或呕吐会造成脸上呈现脸部瘀點，尤其眼部周围。
- 新生儿脸部通常会呈现瘀點。
- 是血小板低下（英语：Thrombocytopenia）的一个症状。
- 可能是敗血症的一个症状。
- 身体缺乏维他命C，维他命K，维他命B9或维他命B12。
- 患上骨痛熱症的病人。

## 檢驗
- 凝血測試（英语：Coagulation testing）
- 全血細胞計數
- 血小板計數

## 外部連結
- Petechiae（英语） （页面存档备份，存于）